# 波谢尔
波谢尔（法語：Porchères，法語發音：[pɔʁʃɛʁ]）是法国吉伦特省的一个市镇，属于利布尔讷区。

## 地理
波谢尔（45°1'46"N, 0°0'37"E）面积13.19 平方千米，位于法国新阿基坦大区吉倫特省，该省份为法国西南部沿海省份，是法國本土面积最大的省，北起滨海夏朗德省，西临大西洋，南至朗德省，东南接洛特-加龍省，东临多爾多涅省。
与波谢尔接壤的市镇（或旧市镇、城区）包括：伊勒河畔康、库特拉、勒菲约、伊勒河畔圣安托万、圣克里斯托夫德杜布尔、伊勒河畔圣瑟兰。

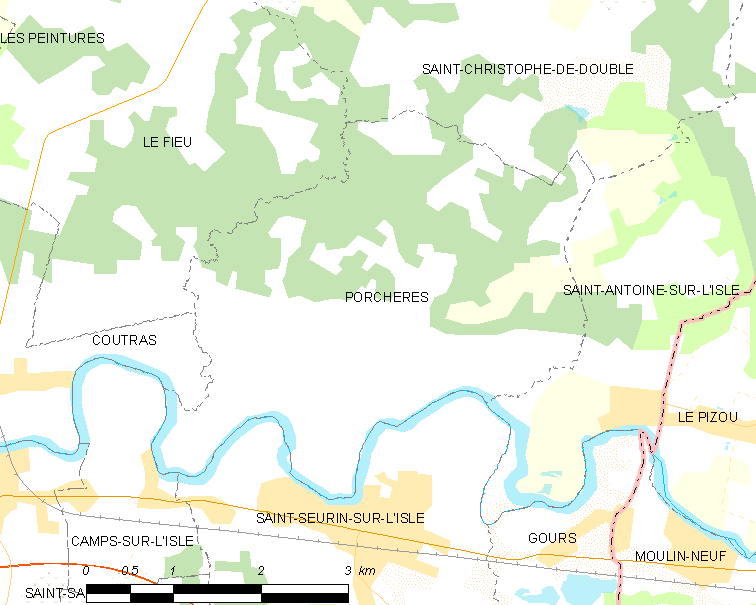
波谢尔的OSM定位图

波谢尔的时区为UTC+01:00、UTC+02:00（夏令时）。

## 行政
波谢尔的邮政编码为33660，INSEE市镇编码为33332。

## 政治
波谢尔所属的省级选区为北利布尔奈县。

## 人口

1962-2008年间波谢尔人口变化图示

波谢尔于2022年1月1日时的人口数量为876人。